# René Caudron
René Caudron född 1 juli 1884 i Favieres i Frankrike död 28 september 1959 i Vron, var en fransk flygpionjär och flygplanskonstruktör.
René Caudron var bror till Gaston Caudron. Brödrerna konstruerade och tillverkade ett glidflygplan på föräldrarnas gård 1908. Till en början glidflög de med flygplanet längs en sluttning, men under våren 1909 inledde man försök med att bogsera upp flygplanet med hjälp av en häst. Bröderna fortsatte att utveckla och förfina sina konstruktioner, och då lokalerna på gården inte längre räckte till, etablerade de sig i en fabrikslokal i Rue. De startade också en flygskola i Crotoy. Vid den internationella flygmässan i Rheims segrade René Caudron i klassen distansflygning med en 150 kilometer lång flygning i ett Caudron-flygplan på tiden 1 timme 35 minuter och 31 sekunder. 
I Rue tillverkades de första G-3- och G-4-flygplanen för fransk militär. Senare flyttades fabriken till Lyon, och - när även dessa lokaler blev för små - 1915 till Issy-les Moulineux. Vid företaget tillverkades ett stort antal flygplan för franska armén av modellerna G-3, G-4, R-4 och R-11. Fram till andra världskrigets utbrott utbildade de över 17 000 piloter vid flygskolan, och fabriken tillverkade över 10 000 flygplan. René Caudron hade det franska flygcertifikatet med  nummer 180.